# Райнбрайтбах
Райнбрайтбах (нім. Rheinbreitbach) — громада в Німеччині, розташована в землі Рейнланд-Пфальц. Входить до складу району Нойвід. Складова частина об'єднання громад Ункель.
Площа — 6,58 км2. Населення становить 4473 ос. (станом на 31 грудня 2020).